# Alfredo Vidal y Fuentes
Alfredo Vidal y Fuentes (* 30. Juli 1863 in Minas; † 13. Januar 1926 in Montevideo) war ein uruguayischer Politiker und Mediziner.
Er studierte am Colegio Unión Oriental Democrática, wo er 1889 erfolgreich promovierte. Anschließend vertiefte er sein Studium an der medizinischen Fakultät der Universität von Neapel. Dort war er zudem als Konsul Uruguays tätig.
Vidal y Fuentes, der der Partido Colorado angehörte, saß er in der 20. und 21. Legislaturperiode vom 15. Februar 1899 bis zum 16. Dezember 1903 als Abgeordneter für das Departamento Minas in der Cámara de Representantes. 1909 gehörte er zu den Initiatoren eines Gesetzes über die Asistencia Pública Nacional, welches am 10. November 1910 in der uruguayischen Generalversammlung verabschiedet wurde. Er war zudem Präsident des Consejo Nacional de Higiene und Professor an der medizinischen Fakultät. Ferner war er Mitglied des Consejo de la Facultad de Medicina, der Nationalen Sportkommission und des Consejo de la Caja de Jubilaciones y Pensiones Civiles. Ein Krankenhaus in der Stadt Minas trägt ebenso seinen Namen wie auch jeweils eine Straße in der Hauptstadt Lavallejas und in Montevideo.

## Veröffentlichungen (Auszug)
- Sobre reglamentacion y abolicionismo de la prostitucion (Montevideo: El Siglo Ilustrado, 1925)[8]